# Henri Lecoq
Henri Lecoq  (Avesnes, 28 de abril de 1802 — Clermont-Ferrand, 4 de agosto de 1871) foi um botânico francês.

## Biografia
Foi diretor do jardim botânico de  Clermont-Ferrand e decano da Faculdade de Ciências da cidade. 
Lecoq  contribiu para popularizar a classificação das plantas. Estudou os vegetais utilizados para a forragem dos animais. Esutou igualmente igualmente a formação geológica de  Auvergne e a formação das geleiras. 
Um jardim público e um museu de história natural em  Clermont-Ferrand tem o seu nome.

## Obras
É o autor de Principes élémentaires de botanique (1828), De la toilette et de la coquetterie des végétaux (1847), Botanique populaire (1862), Considérations sur les phénomènes glaciaires de l’Auvergne (1871)  e Étude de la géographie botanique de l’Europe (1854).